# Grumpy (1930)
Grumpy is een Amerikaanse filmkomedie uit 1930 onder regie van George Cukor en Cyril Gardner met in de hoofdrollen Cyril Maude en Phillips Holmes. De film was het regiedebuut van George Cukor. Het scenario van Doris Anderson is gebaseerd op het toneelstuk van Horace Hodges en Thomas Wigney Percyval. De film is een remake van een stomme film uit 1923 met dezelfde titel. 

## Verhaal
Grumpy Bullivant is een gepensioneerde Londense temperamentvolle maar sympathieke advocaat die samen met zijn kleindochter Virginia op het Engelse platteland woont. Virginia's vriend Ernest Heron keert terug uit Zuid-Afrika met een zeer waardevolle diamant. 's Nachts wordt hij overvallen en de diamant wordt gestolen. De enige aanwijzing voor de identiteit van de dader is een camelia die Ernest in zijn hand vasthoudt. De verdenking valt op Chamberlin Jarvis, een kennis van Virginia die op dat moment een huisgast is.

## Rolverdeling
| Acteur           | Personage          |
| ---------------- | ------------------ |
| Cyril Maude      | Grumpy Bullivant   |
| Phillips Holmes  | Ernest Heron       |
| Frances Dade     | Virginia Bullivant |
| Paul Lukas       | Berci              |
| Halliwell Hobbes | Ruddick            |
| Paul Cavanagh    | Chamberlin Jarvis  |
| Doris Luray      | Susan              |
| Olaf Hytten      | Keble              |
| Robert Bolder    | Merridew           |
| Colin Kenny      | Dawson             |